# Geologia della Moldavia
     1. Scudo Ucraino
     2. Anticlinale di Kovel
     3. Piattaforma di Volinia-Podolia
     4. Orogene dei Carpazi
     5. Piattaforma europea occidentale
     6. Bacino (aulacogene) di Pripjat'-Dniepr-Donec
     7. (Scudo) Massiccio di Voronezh
     8. Orogene del Donec o del Donbass
     9. Bacino Pontico o del Mar Nero
     10. Piattaforma Scitica o Sarmatica
     11. Orogene di Crimea

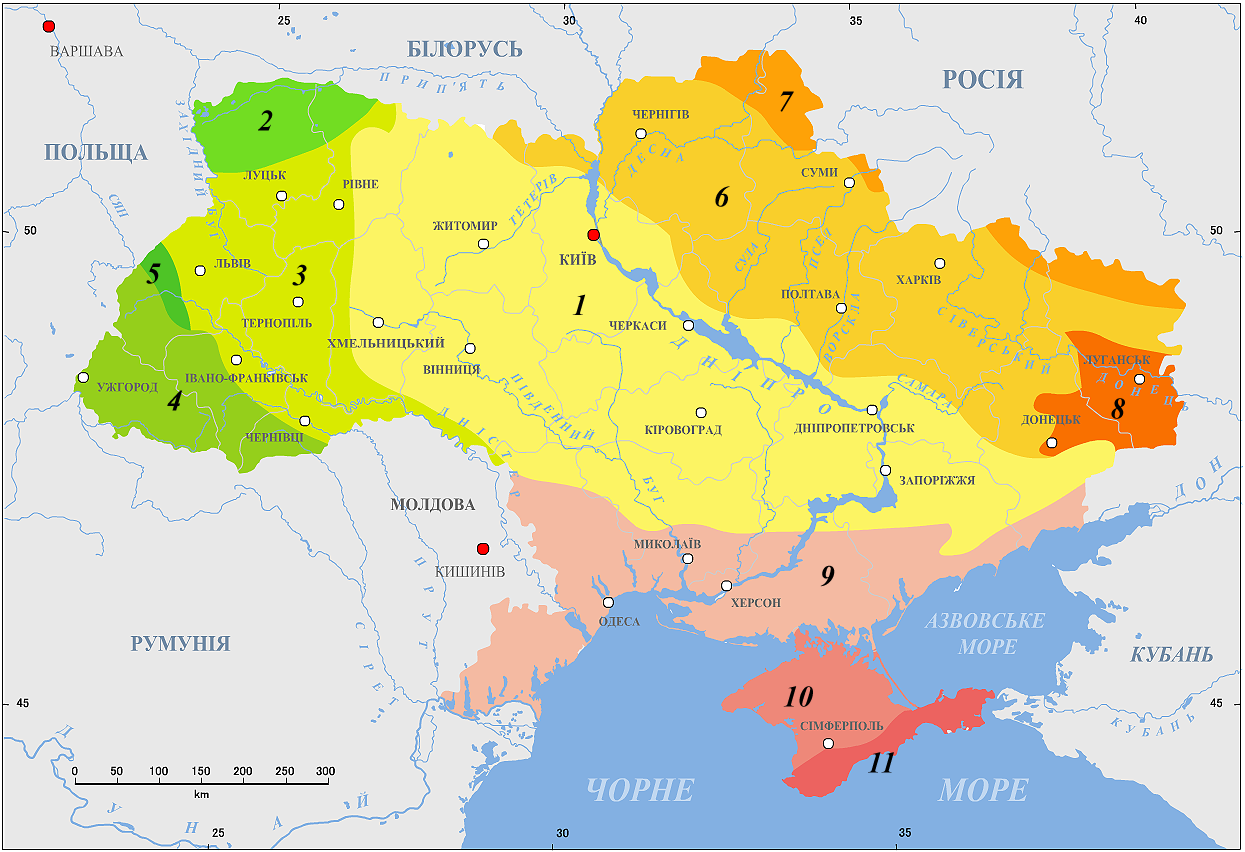
Carta strutturale dell'Ucraina
1. Scudo Ucraino
2. Anticlinale di Kovel
3. Piattaforma di Volinia-Podolia
4. Orogene dei Carpazi
5. Piattaforma europea occidentale
6. Bacino (aulacogene) di Pripjat'-Dniepr-Donec
7. (Scudo) Massiccio di Voronezh
8. Orogene del Donec o del Donbass
9. Bacino Pontico o del Mar Nero
10. Piattaforma Scitica o Sarmatica
11. Orogene di Crimea

Geologicamente la Moldavia è parte del sistema "Sarmatico - Pontico settentrionale" che si trova al margine meridionale del cratone sarmatico e su quello settentrionale del Bacino Pontico, in una zona caratterizzata da alternanza di trasgressioni e regressioni marine.
La parte centro settentrionale del paese si trova nella piattaforma Moldava, parte della cratone dell'Europa Orientale, quella meridionale nella piattaforma Scitica; nella zona di contatto tra i due cratoni si sviluppa la sinclinale di età giurassica della Dobrugia.
La piattaforma moldava è separata dallo scudo ucraino dalla zona di faglia del Dniestr. Il basamento cristallino è costruito da rocce Archeane (serie del Bug-Dniestr) e Paleoproterozoiche (serie del Bug e complesso di Podolia) di origine sia ignea che metamorfica; esso affiora a nord della valle del Dniestr, mentre verso sud sprofonda sino ad una profondità di 5–8 km. Dopo la sua formazione la piattaforma moldava ha subito una serie di trasgressioni e regressioni del mare che hanno interessato quasi tutta la sua superficie. Come le rocce  sedimentarie di copertura le rocce effusive più antiche affioranti in Volinia sono datate 1.020-900 Ma. Gli affioramenti più estesi nella piattaforma Moldava sono di epoca cambriana e giurassica, mancano rocce del Carbonifero, Permiano e Triassico.
Il basamento della piattaforma Scitica è composto da rocce metamorfiche del Devoniano, Carbonifero e Permiano, tagliate da intrusioni basiche e dai loro derivati acidi. Lo si trova ad una profondità di 400–700 m, ricoperto da sedimenti dal Giurassico, Paleogene e Neogene. All'estremo sud-est della Moldavia, nel bacino Pontico o del Mar Nero affiorano rocce datate Cretaceo - Palaeogene.
La sinclinale di Dobrugia è una struttura a graben con direzione sud-est nord-ovest, impostata su bacini preesistenti di età uraliana, caledoniana ed ercinica; è caratterizzata da una fitta rete di faglie che origina fenomeni carsici lungo l'asse e i fianchi della struttura. È formata da una serie di rocce sedimentarie clastiche e chimico-clastiche del Siluriano, Devoniano, Carbonifero e Permiano e da rocce sedimentarie chimico-clastiche del Giurassico. Ricoprono la serie sedimenti discordanti del Paleogene e Neogene.
Nel nord-ovest e nell'est del paese sono presenti due strutture biocostruite del Neogene.
Tutte queste strutture sono ricoperte dalla spessa successione di sedimenti terrigeno-carbonatici del bacino del Mar Nero, datata Miocene e Pliocene (quest'ultimo, presente soprattutto nel centro della Moldavia, in particolare nel Codru).
In molte aree questi sedimenti sono ricoperti da accumuli di loess continentali pleistocenici, fortemente incisi dai fiumi presso Bălți, più spessi e uniformi nel sud, presso Cahul. Poiché la Moldavia si trova al di fuori delle zone orogenetiche europee, il pleistocene si presenta quasi indeformato.
In Moldavia gli affioramenti sono quindi generalmente posteriori Miocene eccetto dove l'erosione ha messo a nudo le formazioni più antiche, come nel canyon del Dniestr, scavato nel Pliocene a causa del sollevamento del cratone Scita e del contemporaneo abbassamento del livello di base idrologico del Mar Nero; qui affiorano arenarie e calcari del Cretaceo, in cui sono scavati i monasteri trogloditici di Butuceni, presso Soroca.
Le risorse minerarie sono in maggior parte materiali non metallici provenienti dai sedimenti del Neogene e Quaternario.